# Сталлоне, Сейдж
Сейдж Мунбла́д Сталло́не (англ. Sage Moonblood Stallone; 5 мая 1976, Лос-Анджелес, Калифорния, США — 13 июля 2012, Студио-Сити, Лос-Анджелес, Калифорния, США) — американский актёр, режиссёр, сценарист, продюсер и композитор. Лауреат премии Бостонского кинофестиваля (2006) в номинации «Лучший новый кинорежиссёр» за фильм «Вик» (2006), в котором он также снялся, выступил в качестве сценариста и продюсера; также номинант на премию «Молодой актёр» (1991) в номинации «Лучший молодой актёр в кинофильме» за роль Роберта Бальбоа из фильма «Рокки 5».

## Биография
Сейдж Мунблад Сталлоне родился 5 мая 1976 года в Лос-Анджелесе (штат Калифорния, США) в семье актёров Сильвестра Сталлоне (род. 1946) и Саши Зак (род.1950), которые были женаты в 1974—1985 годах. В 1993 году окончил школу в Ван-Найс, Калифорния. Год изучал кинопроизводство в Школе искусств Университета Северной Каролины
Умер 13 июля 2012 года в результате атеросклероза коронарных артерий.

## Личная жизнь
Некоторое время, начиная с 1997 года, отчимом Сейджа был музыкант Рик Эш; в 1985—1987 года мачехой Сейджа была актриса Бригитта Нильсен, а начиная с 1997 года — модель Дженнифер Флавин. У Сейджа был младший брат — Серджио Сталлоне (род. 1979), страдающий аутизмом, а также 3 младших единокровных сестры от брака его отца с Флавин: София Роуз Сталлоне (род. 1996), Систин Роуз Сталлоне (род. 1998) и Скарлет Роуз Сталлоне (род. 2002).
Единственный брак Сейджа со Стэрлин Райт, длившийся с 1 мая 2007 года по март 2008 года, был аннулирован.

## Карьера
В 1990—2010 Сейдж снялся в 11 фильмах и озвучил один. Его дебютом в кино стала роль Рокки Бальбоа-мл. в фильме «Рокки 5» (1990), за которую он был номинирован на премию «Молодой актёр» в номинации «Лучший молодой актёр в кинофильме». Его последней работой в кино стала роль Эри Шейнволда в фильме «Агент» (2010), за 2 года до смерти.
В 2003—2010 годах Сейдж выступил в качестве режиссёра, сценариста, продюсера и композитора нескольких фильмов. В 2006 году Сталлоне стал лауреатом премии Бостонского кинофестиваля (2006) за фильм «Вик» (2006), в котором он также снялся, выступил в качестве сценариста и продюсера.

## Смерть
36-летний Сталлоне был найден мёртвым в пятницу 13 июля 2012 года у себя дома в Студио-Сити (Лос-Анджелес, штат Калифорния, США). По некоторым данным, на момент нахождения тела актёр был мёртв уже не менее трех дней. 30 августа было сообщено, что причиной смерти Сталлоне стал сердечный приступ, вызванный атеросклерозом.
В субботу 21 июля 2012 года Сталлоне был похоронен в Брентвуде на кладбище Westwood Village Memorial Park.

## Фильмография

### Актёр
| Год  | Русское название             | Оригинальное название     | Роль                        | Примечания       |
| ---- | ---------------------------- | ------------------------- | --------------------------- | ---------------- |
| 1990 | Рокки 5                      | Rocky V                   | Роберт Рокки Бальбоа-мл.    |                  |
| 1993 | Зло внутри меня              | The Evil Inside Me        | Лео                         |                  |
| 1996 | Дневной свет                 | Daylight                  | Винсент                     |                  |
| 1997 | Американский герой           | American Hero             | Прайс                       |                  |
| 2002 | Размышления о зле            | Reflections of Evil       | Дэн Огест                   |                  |
| 2003 | Семья Мэнсонов               | The Manson Family         | Джей Себринг (голос)        |                  |
| 2005 | Анатомия насилия             | Chaos                     | Свэн                        |                  |
| 2006 | Вик                          | Vic                       | Док                         | Короткометражный |
| 2006 | Москва-ноль                  | Moscow Zero               | Василий                     |                  |
| 2007 | Рост Оливьеро                | Oliviero Rising           | Доктор Стивенс              |                  |
| 2010 | Обещания, написанные на воде | Promises Written in Water | Мафиози                     |                  |
| 2010 | Агент                        | The Agent                 | Эри Шейнвурд                | Короткометражный |
| 2024 | Слай Сталлоне                | Sly                       | В роли самого себя, хроника |                  |

### За кадром
| Год  | Русское название       | Оригинальное название | Роль в создании                  | Примечания            |
| ---- | ---------------------- | --------------------- | -------------------------------- | --------------------- |
| 2003 | Семья Мэнсонов         | The Manson Family     | Композитор                       | Дополнительная музыка |
| 2005 | Нераскрытый Алан Уэйтс | Alan Yates Uncovered  | Режиссёр, продюсер               | Документальный        |
| 2006 | Вик                    | Vic                   | Режиссёр, автор сюжета, продюсер | Короткометражный      |
| 2010 | Прогулки с папой       | Gone with the Pope    | Исполнительный продюсер          |                       |